# 북옥저
북옥저(北沃沮)는 개마산 동쪽에 있었던 한국의 옛 나라로, 치구루(置溝婁)라고도 한다. 후에 고구려에 흡수되었다.
《후한서》에는 다음과 같이 기록되어 있다.

또한 북옥저가 있는데 일명 치구루(置溝婁)이다. 남옥저에서 팔백여리를 간다. 그 풍습이 모두 남옥저와 같다. 경계는 남으로 읍루이고, 읍루 사람이 배 타는 것과 노략질을 즐기니, 북옥저가 이를 두려워하여 늘 여름에는 바위구멍에 숨어있다가 겨울에 이르러 뱃길이 통하지 않으면 아래로 내려와 읍락에서 살았다. 한 늙은 노인이 말하기를 바다 가운데에서 베옷을 하나 얻었는데 그 모양은 보통사람 옷과 같으나 양 소매가 삼장이나 되었다. 또 그는 말하기를, 언덕 위에서 보니 한 사람이 부서진 배를 타고 오는데 목 복판에도 얼굴이 하나 달려 있었다. 그러나 그는 말이 서로 통하지 않아 아무 것도 먹지 못하고 죽었다. 또 말하길 바다 가운데에 여인국이 있어 남자가 없다. 혹 전하기를 그 나라에는 신의 우물(神井)이 있어 이를 보면 쉽게 아이를 낳는다. [주: 위지(魏志)에 관구검이 왕기를 파견하여 구려왕 '궁'을 쫓아 옥저 동쪽 경계에 이르러 늙은 노인에게 물어 전한 것이다.]

## 같이 보기
- 옥저(沃沮)
- 동옥저(東沃沮)
- 부여(夫餘)
- 고구려(高句麗)